# ОШ Свети Сава Гложане
ОШ „Свети Сава” у Гложану, једна је од установа основног образовања на територији општине Власотинце.
Основна школа „Свети Сава” у Гложану свечано је отворена 5. септембра 1997. године. Матична школа располаже са 8 учионица; 3 кaбинета( физика, хемија, физичко васпитање) и кабинетом имформатике, школском библиотеком са преко 3000 књига, трпезаријом и кухињом са преко 250 оброка и три кацеларијске просторије. За наставу физичког васпитања користи се спортски терен (ногомет, рукомет, кошарка, одбојка, атлетика), док се у зимском периоду настава изводи у учионицама и у холу школе. 
Школа има два издвојена одељења у оближњим селима Стајковцу и Батуловцу. Стара зграда четворогодишње школе у Стајковцу реновирана је у октобру 1999. године чиме су ученицима омогућени бољи услови за рад и пријатнији амбијент. У току школске 2000/2001. године адаптирана је и школска зграда у Батуловцу.
Поред саме наставе, велика пажња посвећује се активностима везаним за културно–забавни живот и ученици поред образовних имају прилике да учествују у манифестацијама забавног садржаја као што су школске приредбе, спортска такмичења, излети, екскурзије, израда школског часописа...